# Aimeric de Peguilhan
Aimeric de Pegulhan o anche Aimery de Peguilhan, Peguillan, o Pégulhan, italianizzato in Emerico di Peguilain (Péguilhan, 1170 circa – 1230 circa) è stato un trovatore francese nato a Péguilhan (nei pressi di Saint-Gaudens).

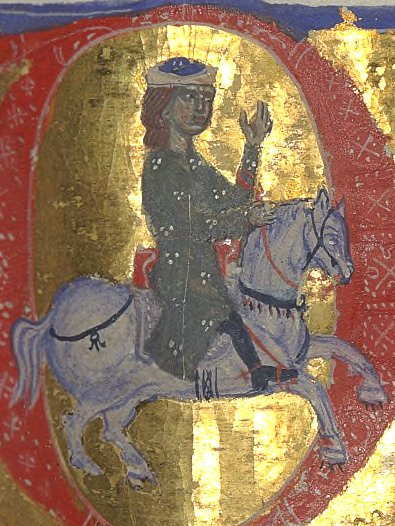

Figlio di un mercante di stoffe, ebbe come suo primo mecenate Raimondo V di Tolosa per passare poi al servizio del figlio Raimondo VI. Fuggì dalla regione, minacciata dalla crociata contro gli Albigesi, trascorrendo dapprima un periodo in Spagna e successivamente 10 anni in Lombardia. Si dice che, mentre ancora viveva a Tolosa, egli fosse stato l'amante segreto di una sua vicina e per questo motivo abbia alla fine deciso di tornare.
Aimeric è conosciuto per aver composto almeno una cinquantina di opere, delle quali sei sono giunte fino a noi complete della musica che le accompagna:
- Atressi•m pren com fai al jogador
- Cel que s'irais ni guerrej' ab amor
- En Amor trop alques en que•m refraing
- En greu pantais m'a tengut longamen
- Per solatz d'autrui chan soven
- Qui la vi, en ditz

La maggior parte dei suoi lavori sono dolci ed ironiche canso a cui si aggiungono alcune tenzone (composte con Sordello da Goito e Albertet de Sestaro).